# Classe Gleaves
La classe Gleaves est un groupe de 66 destroyers (parmi lesquels 24 ont été ultérieurement modifiés en destroyers dragueurs de mines (DMS) ) construits pour la Marine des États-Unis entre 1938 et 1942 par la firme américaine Gibbs & Cox et assemblés au Federal Shipbuilding and Drydock Company, Chantier naval Bath Iron Works, Boston Navy Yard et au Seattle-Tacoma Shipbuilding Corporation.

## Historique
Le navire-tête de cette classe est le USS Gleaves (DD-423). 21 étaient en service actif au moment de l'attaque sur Pearl Harbor le 7 décembre 1941 et 11 seront perdus pendant la Seconde Guerre mondiale, dont le Gwin, Meredith, Monssen, Ingraham, Bristol, Emmons, Aaron Ward, Beatty, Glennon, Corry et le Maddox. La plupart ont été retirés du service après la guerre mais 11 sont restés en service actif jusqu'aux années 1950, le dernier navire étant retiré du service en 1956. Le Hobson est coulé accidentellement après être en collision avec le USS Wasp (CV-18) en 1952 et le Ellyson et le Macomb ont été donnés à la force maritime d'autodéfense japonaise en 1954, renommés respectivement en JDS Asakaze et JDS Hatakaze (DD-182).
Très proche de la classe Benson car identiques en apparence, les navires de cette classe et de la précédente sont ainsi connus sous le nom collectif de classe Benson/Gleaves.

## Liste des navires de la classe
- USS Gleaves (DD-423)
- USS Niblack (DD-424)
- USS Livermore (DD-429)
- USS Eberle (DD-430)
- USS Plunkett (DD-431)
- USS Kearny (DD-432)
- USS Gwin (DD-433) (coulé en 1943)
- USS Meredith (DD-434) (coulé en 1942)
- USS Grayson (DD-435)
- USS Monssen (DD-436) (coulé en 1942)
- USS Woolsey (DD-437)
- USS Ludlow (DD-438)
- USS Edison (DD-439)
- USS Ericsson (DD-440)
- USS Wilkes (DD-441)
- USS Nicholson (DD-442)
- USS Swanson (DD-443)
- USS Ingraham (DD-444) (coulé en 1942)
- USS Bristol (DD-453) (coulé en 1943)
- USS Ellyson (DD-454)
- USS Hambleton (DD-455)
- USS Rodman (DD-456) (coulé en 1969)
- USS Emmons (DD-457) (coulé en 1945)
- USS Macomb (DD-458)
- USS Forrest (DD-461)
- USS Fitch (DD-462) (coulé en 1973)
- USS Corry (DD-463) (coulé en 1944)
- USS Hobson (DD-464) (coulé en 1952)
- USS Aaron Ward (DD-483) (coulé en 1943)
- USS Buchanan (DD-484)
- USS Duncan (DD-485) (coulé en 1942)
- USS Lansdowne (DD-486)
- USS Lardner (DD-487)
- USS McCalla (DD-488)
- USS Mervine (DD-489)
- USS Quick (DD-490)
- USS Carmick (DD-493)
- USS Doyle (DD-494)
- USS Endicott (DD-495)
- USS McCook (DD-496)
- USS Frankford (DD-497)
- USS Davison (DD-618)
- USS Edwards (DD-619)
- USS Glennon (DD-620)
- USS Jeffers (DD-621)
- USS Maddox (DD-622)
- USS Nelson (DD-623)
- USS Baldwin (DD-624)
- USS Harding (DD-625)
- USS Satterlee (DD-626)
- USS Thompson (DD-627)
- USS Welles (DD-628)
- USS Cowie (DD-632)
- USS Knight (DD-633)
- USS Doran (DD-634)
- USS Earle (DD-635)
- USS Butler (DD-636)
- USS Gherardi (DD-637)
- USS Herndon (DD-638)
- USS Shubrick (DD-639)
- USS Beatty (DD-640)
- USS Tillman (DD-641)
- USS Stevenson (DD-645)
- USS Stockton (DD-646)
- USS Thorn (DD-647)
- USS Turner (DD-648)